# Дембіни (Пшасниський повіт)
Дембіни (пол. Dębiny) — село в Польщі, у гміні Пшасниш Пшасниського повіту Мазовецького воєводства.
Населення — 78 осіб (2011).
У 1975-1998 роках село належало до Остроленцького воєводства.

## Демографія
Демографічна структура станом на 31 березня 2011 року:
|          | Загалом | Допрацездатний вік | Працездатний вік | Постпрацездатний вік |
| -------- | ------- | ------------------ | ---------------- | -------------------- |
| Чоловіки | 40      | 8                  | 29               | 3                    |
| Жінки    | 38      | 9                  | 21               | 8                    |
| Разом    | 78      | 17                 | 50               | 11                   |